# Tetrosomus stellifer
Tetrosomus stellifer és una espècie de peix de la família dels ostràcids i de l'ordre dels tetraodontiformes.

## Hàbitat
És un peix marí i de clima tropical.

## Distribució geogràfica
Es troba a Amèrica.

## Observacions
És inofensiu per als humans.